# Vanquish
Vanquish (яп. ヴ ァ ン キ ッ シ ュ, укр. Подолати) — шутер від третьої особи, розроблений Platinum Games і Straight Story, виданий Sega для PlayStation 3 та Xbox 360 у 2010 році. Реліз на Windows відбувся 25 травня 2017 року. В складі збірника разом з Bayonetta цю гру також було видано для PlayStation 4 та Xbox One 18 лютого 2020 року.
Дія гри відбувається в майбутньому, головним чином на космічній станції США «Providence», захопленій росіянами. Гравець виступає в ролі спецпризначенця Сема Гідеона, що повинен завадити російським терористам атакувати з допомогою станції Нью-Йорк.

## Ігровий процес

Сем у бою з російськими роботами

Гравець виступає в ролі спецпризначенця Сема Гідеона, забезпеченого фантастичним бойовим костюмом ARS (Augmented Reaction Suit, костюм вдосконаленого реагування). Він повинен боротися з ворогами різноманітною зброєю та уникати їхніх численних атак, в чому допомагають дві особливості костюма. Перша — ковзання по підлозі і сходах завдяки вбудованому реактивному двигуну. Ковзаючи на спині чи колінах, Сем може швидко змінювати свою позицію. Друга — «режим доповненої реальності» (AR Mode), що активується коли персонажа поранено, або на вимогу. В ньому час сповільнюється, дозволяючи швидко зреагувати на ситуацію аж до ухиляння від ворожих пострілів. На відміну від багатьох інших шутерів, протагоніст не має запасу здоров'я. Його замінює роботоздатність костюма. Коли в Сема влучають вороги, або він довго користується ковзанням і сповільненням часу, костюм перегрівається та повинен якийсь час охолонути, щоб повернутися до робочого стану. Деякі сильні атаки втім можуть миттєво вбити Сема. Головний герой здатний ховатися в укриттях, займати стаціонарні турелі та деяку ворожу техніку. Крім того він може відволікати ворогів, кидаючи цигарки. Місцями починаються QTE, коли гравцеві необхідно вчасно натиснути вказані клавіші, щоб виконати видовищні дії.
Сем володіє системою озброєння BLADE (Battlefield Logic ADaptable Electronic, бойова логічно адаптивна електроніка), що може трансформуватися в різну стрілецьку зброю. Одночасно можна мати 3 форми зброї та 2 типи гранат: осколкові (безпосередньо вражають ворогів) та електромагнітні (тимчасово виводять з ладу роботів). Зброю можна модернізувати, підбираючи аналогічну, або збираючи спеціальні вдосконалення. Таким шляхом збільшуються її забійність, максимальний боєзапас і радіус ураження. Боєприпаси отримуються зі знайденої зброї або знаходяться в ящиках. У грі можна допомагати пораненим союзникам, лікуючи їх, за що вони діляться своїм озброєнням.
Збереження прогресу відбувається автоматично з проходженням певних ділянок сюжету. Успіхи гравця виражаються по завершенню кожного рівня в очках. На нормальній складності і вище за смерті впродовж проходження гравець штрафується відніманням очок і вдосконалень зброї. В міру проходження сюжету відкриваються «Випробування» (Challenges), окремі місії, де пропонується виконати завдання з особливими умовами.

## Сюжет
Події розгортаються в недалекому майбутньому, Земля перенаселена і людству бракує ресурсів. Для вирішення енергетичної кризи Сполучені Штати Америки збудували космічну станцію «SC-01 Providence», здатну переробляти сонячне світло на електроенергію і передавати її на Землю мікрохвильовим променем. Владу в Росії захоплює військова організація «Російська зірка» на чолі з Віктором Зайцевим і окуповує «Providence» за допомогою армії роботів. Вона спрямовує промінь на Сан-Франциско, розжарюючи місто, від чого гине безліч людей. «Російська зірка» вимагає капітуляції США протягом 10 годин, інакше наступна атака буде спрямована на Нью-Йорк.
Президент Елізабет Вінтерс віддає наказ повернути колонію під контроль США. Туди вирушають космічні кораблі з піхотинцями, серед них і агент DARPA Сем Гідеон, якому доручено випробувати новітній бойовий костюм. Логістик DARPA Єлена Іванова інструктує Сема, після чого він зустрічається з підполковником Робертом Бернсом і його солдатами на американському судні. Бернс зневажливо ставиться до агента, вважаючи запорукою перемоги грубу силу та суворе дотримання наказів. Несподівано корабель потрапляє під обстріл, коли бійці тільки-но готуються до висадки. Доки «Providence» закриваються, тільки цей корабель встигає прорватися крізь вогонь і потрапити на станцію. Далі загін спрямовує Єлена Іванова, маючи зв'язок з костюмом Сема.
Корабель падає в доках, загін прямує на пошуки місця, звідки керується станція, але зустрічає опір численних роботів. Сему вдається провести бійців уперед та знищити велетенського робота «KNRB-0 Argus». Вони звільняють кількох полонених і входять у тунель, де зустрічають союзний БМП. Захищаючи його від атак, бійці доводять машину до завалу, який БМП знищує. Загін опиняється на внутрішній поверхні станції, де Сем бачить, що росіяни захопили вченого Франко Кандида, творця «Providence». Коли Сем намагається звільнити його, прибуває сам Зайцев, обладнаний літаючим костюмом. Його спроба вбити Сема однак провалюється, він тікає, тим часом роботи забирають Кандида.
Бійці досягають летючого потяга, на якому їдуть до ядра станції, та його збивають. Бернс лишається в потязі, а Сем продовжує рух до ядра. Незабаром Бернс наздоганяє його та допомагає в боротьбі проти другого «KNRB-0 Argus». Третього аналогічного робота Сем завдяки своїй винахідливості знищує самотужки, після чого виводить з ладу генератор радіоперешкод. Це дозволяє військам зібратися в одному місці. Тим часом виявляється, що президент у змові із Зайцевим і саме вона дозволила захопити станцію в обмін на підтримку нового російського уряду. Зайцев однак каже, що тепер має достатню силу аби диктувати власні умови.
Загін перетинає міст, який обвалюється через постріл російського корабля «Kreon». Через це бійці прямують в обхід по монорельсу, та «Kreon» наздоганяє їх і трансформується в потужну бойову платформу. Сем проникає всередину платформи, де підриває її. Бернс рятує його на літаку, але апарат падає в парку. Перетнувши паркову дамбу i подолавши її охорону, бійці виходять на колишній маршрут, де стикаються з роботом «Кристальна гадюка». Внаслідок бою на станції утворюється пробоїна, крізь яку швидко втрачається повітря. Солдати переміщуються на зовнішнє кільце станції, щоб ізолювати пробитий відсік. Сем намагається переконати Бернса спершу врятувати звідти солдатів, але той не слухає і ті, хто не встиг втекти, задихаються. Невдовзі Сем підслуховує розмову Бернса з президентом, яка наказує йому спрямувати промінь на Москву. Сем з вірними йому солдатами вирушає до осі станції завадити цьому.
Сем перемагає другого «Кристальну гадюку», та знаходить Кандида у ядрі, де той вимикає промінь, але слідом його вбиває Бернс. Командир пояснює, що інцидент на станції послугує хорошим «економічним стимулом» для США, після чого наказує своїм бійцям напасти на Сема. Той змушений вбити їх, після чого кидається на пошуки Бернса, що націлює промінь вручну. Знайшовши, він ранить його та пропонує піти разом, відмовивишись від помсти. Бернс визнає перемогу за Семом i наказує тікати, а сам підриває сховану в руці вибухівку. Зайцев переслідує Сема разом зі своїм двійником. Єлена для фінального бою знімає з Семового костюма обмеження (це подвоює стійкість до перегрівання та швидкість ковзання). Агенту вдається подолати ворогів, але виявляється, що обидва були лише дистанційно керованими костюмами, де сховано атомну бомбу. Єлена вказує на рятувальну капсулу, на якій Сем встигає відлетіти до того як вибух бомб руйнує «Providence».
Єлена підбирає Сема і вони повертаються на Землю. Тим часом виявляється, що Зайцев вцілів, а «Російська зірка» готується до наступної фази свого плану. Елізабет Вінтерс, дізнавшись про останні події, застрелюється.

## Оцінки й відгуки
Гра зібрала на агрегаторі Metacritic по 84 бали зі 100 для PlayStation 3 та Xbox 360 і 74/100 для Windows. Багато видань про відеоігри порівнювали її з Binary Domain, виданою в 2013 році, віддаючи перевагу Vanquish.
У рецензії Eurogamer було відзначено креативні механіки геймплею, вдале поєднання стрімкої дії з уповільненням часу, свіже поєднання традицій японських і західних шутерів.
GameSpot високо оцінили механіку ковзання, стрімкий щільний вогонь і можливість від нього ухилятися, захопливі битви з босами, просте керування та місцями вражаючі локації. Але діалоги та озвучення було визнано слабкими та вказано на невелику тривалість сюжету.
IGN визнали Vanquish вражаючою та довершеною. Особливо виділялися деталізована графіка, дизайн локацій, швидкі битви, що однак контрастує зі слабким сюжетом і малою тривалістю.
Den of Geek і VG24/7 зарахували Vanquish до найнедооціненіших ігор для PlayStation 3.